# Nyctiplanctus farris
Nyctiplanctus farris is een keversoort uit de familie bladkevers (Chrysomelidae). De wetenschappelijke naam van de soort werd in 1963 gepubliceerd door Blake.